# Cupcake & Dino: Serviços Gerais
Cupcake & Dino: Serviços Gerais (também chamado de Cupcake e Dino: Serviços Gerais em Portugal) é uma série de desenho animado canadense-brasileira criado e dirigido por Pedro Eboli (que também criou Oswaldo uma coprodução da TV Cultura,do Cartoon Network e da Netflix) para a Netflix. A série foi animada usando Adobe Animate e utiliza fotos e imagens live-action que foram tiradas da Shutterstock, que a equipe usou com permissão.
A série segue a vida de Cupcake e Dino, dois irmãos que se esforçam para continuar a carreira bem sucedida do pai no ramo de Serviços Gerais (popularmente conhecidos no Brasil como bicos) . Foi lançado para a Netflix em 27 de julho de 2018.

## Dublagem Original (Brasil)
| Personagem | Voz-original/Dublador |
| ---------- | --------------------- |
| Cupcake    | Guilherme Briggs      |
| Dino       | Fred Mascarenhas      |
| Tio Chance | Carlos Gesteira       |
| Hugo       | Philippe Maia         |
| Peetree    | Reginaldo Primo       |
| Vicky      | Bruna Laynes          |

## Episódios

### Resumo
| Temporada | Temporada | Episódios         | Exibição original    | Exibição original   | Exibição no Canadá    | Exibição no Canadá    |
| Temporada | Temporada | Episódios         | Estreia de temporada | Final de temporada  | Estreia de temporada  | Final de temporada    |
| --------- | --------- | ----------------- | -------------------- | ------------------- | --------------------- | --------------------- |
|           | 1         | 13 + 26 segmentos | 27 de julho de 2018  | 27 de julho de 2018 | 8 de setembro de 2018 | 3 de novembro de 2018 |
|           | 2         | 13 + 26 segmentos | 3 de maio de 2019    | 3 de maio de 2019   | 4 de janeiro de 2019  | 2019                  |

### Episódios

#### 1ª Temporada (2018)
| # (série) | # (temp.) | Título                                                                                 | Dirigido por | Escrito por                      | Exibição original                          |
| --- | --------- | -------------------------------------------------------------------------------------- | ------------ | -------------------------------- | ------------------------------------------ |
| 1 | 1a        | "O Clube do Machão dos Machos Másculos" "The Manly Men's Man Club"                     | Pedro Eboli  | Mark Satterthwaite & Mark Little | 27 de julho de 2018 8 de setembro de 2018  |
| Cupcake e Dino acreditam que conseguiriam mais trabalhos se fossem mais musculosos. |           |                                                                                        |              |                                  |                                            |
| 2 | 1b        | "Lar, Robô Lar" "Mi Casa, Robo Casa"                                                   | Pedro Eboli  | Mark Satterthwaite & Mark Little | 27 de julho de 2018 8 de setembro de 2018  |
| Dino explica o que é amizade para uma casa de inteligência artificial robótica. |           |                                                                                        |              |                                  |                                            |
| 3 | 2a        | "Dias de Cupcake" "Cupcake Days"                                                       | Pedro Eboli  | Mark Little                      | 27 de julho de 2018 8 de setembro de 2018  |
| Vicky dá o cargo de investigador para Cupcake e Dino para descobrirem quem roubou a estátua de Lady Cupius no "Dia do Cupcake".                                                                                        |           |                                                                                        |              |                                  |                                            |
| 4 | 2b        | "E Aí Irmão, Cadê Minha Faixa?" "My Brother, My Headband"                              | Pedro Eboli  | Craig Martin                     | 27 de julho de 2018 8 de setembro de 2018  |
| Dino perde sua faixa e alega que também perdeu sua identidade. |           |                                                                                        |              |                                  |                                            |
| 5 | 3a        | "Mozoko"                                                                               | Pedro Eboli  | Mark Little                      | 27 de julho de 2018 15 de setembro de 2018 |
| Dino descobre que tem uma incrível habilidade em um jogo difícil de estratégia chamado "Mozoko". |           |                                                                                        |              |                                  |                                            |
| 6 | 3b        | "O Entregador de Pizza Sempre Toca 6000 Vezes" "The Pizza Man Always Rings 6000 Times" | Pedro Eboli  | Kathleen Phillips                | 27 de julho de 2018 15 de setembro de 2018 |
| Dino e Cupcake arrumam um emprego de entregadores de pizza, Mas as trapaças dos clientes de entrega não vão deixar o trabalho fácil.                                                                                   |           |                                                                                        |              |                                  |                                            |
| 7 | 4a        | "Breve História da Família de Boa" "Good Family 101"                                   | Pedro Eboli  | Kyle Dooley                      | 27 de julho de 2018 15 de setembro de 2018 |
| Tio Charli pede para os meninos enfeitarem o carro alegórico da família de Boa, Mas quando eles fazem o trabalho de forma errada, Eles buscam um jeito de compensar pelo que fizeram aprendendo a história da família. |           |                                                                                        |              |                                  |                                            |
| 8 | 4b        | "O Tatoganso" "The Manygoose"                                                          | Pedro Eboli  | Mark Little                      | 27 de julho de 2018 15 de setembro de 2018 |
| Dino é salvo por "Tatoganso" ao cair de um precipício e descobre que ele não é um ganso qualquer. |           |                                                                                        |              |                                  |                                            |
| 9 | 5a        | "Todo Mundo Ama o Unigato" "Everybody Loves Kattycorn"                                 | Pedro Eboli  | Mark Satterthwaite               | 27 de julho de 2018 22 de setembro de 2018 |
| Cupcake fica com ciúmes de um gato-unicórnio, Dizendo que ele quer roubar seu amigo Dino. |           |                                                                                        |              |                                  |                                            |
| 10 | 5b        | "Conheça Seu Inimigo" "Know Your Nemesis"                                              | Pedro Eboli  | Doug Hadders & Adam Rotstein     | 27 de julho de 2018 22 de setembro de 2018 |
| Tio Charli fica bravo quando os garotos trabalham para seu inimigo: Silva Seboso. Para se vigar, Charli convida Petree para trabalhar em seu supermercado.                                                             |           |                                                                                        |              |                                  |                                            |
| 11 | 6a        | "Show de Talentos" "Talent Show Biz"                                                   | Pedro Eboli  | Stephanie Kaliner                | 27 de julho de 2018 22 de setembro de 2018 |
| Cupcake e Dino ajudam a prefeita Vicky a aprimorar suas habilidades de canto para o próximo show de talentos. |           |                                                                                        |              |                                  |                                            |
| 12 | 6b        | "Caça-Livros" "Retrieval Boys"                                                         | Pedro Eboli  | Mark Little                      | 27 de julho de 2018 22 de setembro de 2018 |
| Os garotos investigam quem é o ladrão dos livros da biblioteca. |           |                                                                                        |              |                                  |                                            |
| 13 | 7a        | "A Grande Supresa do Cupcake" "Cupcake's Big Surprise"                                 | Pedro Eboli  | Nick Flanagan                    | 27 de julho de 2018 29 de setembro de 2018 |
| É aniversário de Cupcake, E Dino tenta deixar a sua supresa mais discreta possível para não ser estragada como nos anos passados.                                                                                      |           |                                                                                        |              |                                  |                                            |
| 14 | 7b        | "Crescendo e Aprendendo" "Growing Pains"                                               | Pedro Eboli  | Joel Buxton                      | 27 de julho de 2018 29 de setembro de 2018 |
| Os meninos cuidam de uma lagarta por Vicky. |           |                                                                                        |              |                                  |                                            |
| 15 | 8a        | "Dia de Inventário" "Inventory Day"                                                    | Pedro Eboli  | Doug Hadders & Adam Rotstein     | 27 de julho de 2018 29 de setembro de 2018 |
| Depois de negligenciarem seu trabalho de inventário, Cupcake e Dino são forçados a navegar no porão labiríntico do Mercado de Boa para salvar o tio Charli de um ex-funcionário vingativo.                             |           |                                                                                        |              |                                  |                                            |
| 16 | 8b        | "Cupsy"                                                                                | Pedro Eboli  | Kyle Dooley                      | 27 de julho de 2018 29 de setembro de 2018 |
| Cupcake é elogiado por fazer uma obra de arte sem querer, deixando isso subir sua cabeça, ele deixa de fazer serviços gerais com Dino e segue sua carreira artística.                                                  |           |                                                                                        |              |                                  |                                            |
| 17 | 9a        | "Meus Dois Dinos" "My Two Dinos"                                                       | Pedro Eboli  | Craig Martin                     | 27 de julho de 2018 6 de outubro de 2018   |
| Cupcake usa a pele de Dino como vantagem para ser alto e vencer a Corrida Anual de Bugue. |           |                                                                                        |              |                                  |                                            |
| 18 | 9b        | "Por Trás da Notícia" "Believe in the Paperboys"                                       | Pedro Eboli  | Doug Hadders & Adam Rotstein     | 27 de julho de 2018 6 de outubro de 2018   |
| Cupcake e Dino se tornam jornalistas e descobrem que todas as histórias escritas no tablóide local são verdadeiras. |           |                                                                                        |              |                                  |                                            |
| 19 | 10a       | "Rádio Fofoca" "My Life in Radio (Stinks!)"                                            | Pedro Eboli  | Mark Satterthwaite               | 27 de julho de 2018 6 de outubro de 2018   |
| Os meninos encontram um serviço de locutor de rádio. E para conseguirem mais audiência, Eles espalham fofocas de Tio Charli.                                                                                           |           |                                                                                        |              |                                  |                                            |
| 20 | 10b       | "Internet contra Todos" "Internet vs. Everybody"                                       | Pedro Eboli  | Jeff Sager                       | 27 de julho de 2018 6 de outubro de 2018   |
| Cupcake, Dino e a prefeita Vicky descobrem as maravilhas da natureza encantaram a Internet no qual fez que ela decidice tirar férias inesperadas que deixam a cidade grande offline.                                   |           |                                                                                        |              |                                  |                                            |
| 21 | 11a       | "Os Professores de Dança" "All That Snazz"                                             | Pedro Eboli  | Kathleen Phillips                | 27 de julho de 2018 13 de outubro de 2018  |
| Cupcake descoordenado tenta liderar uma trupe de dança para a vitória. |           |                                                                                        |              |                                  |                                            |
| 22 | 11b       | "A Rainha da Limonada" "Live, Love, Lemonade"                                          | Pedro Eboli  | Joel Buxton                      | 27 de julho de 2018 13 de outubro de 2018  |
| Enquanto babás, Cupcake e Dino inspiram uma garotinha chata a se tornar uma magnata da limonada. |           |                                                                                        |              |                                  |                                            |
| 23 | 12a       | "Cupcake, Dino e o Tesouro de Tikiluki" "Cupcake, Dino & the Treasure of Tikiluki"     | Pedro Eboli  | Kyle Dooley                      | 27 de julho de 2018 17 de novembro de 2018 |
| Os garotos tentam tornar a vida chata de sua estrela de ação favorita mais emocionante. |           |                                                                                        |              |                                  |                                            |
| 24 | 12b       | "Hugo Patrão" "Hu's the Boss"                                                          | Pedro Eboli  | Aron Dunn                        | 27 de julho de 2018 17 de novembro de 2018 |
| Tio Charli deixa Hugo no comando da loja, Mas Cupcake e Dino assumem o controle. |           |                                                                                        |              |                                  |                                            |
| 25 | 13a       | "Então Não é Natal" "Christmas Is Cancelled"                                           | Pedro Eboli  | Mike Girard                      | 27 de julho de 2018 3 de novembro de 2018  |
| Graças a um erro de calendário, a Cidadona quase perde o natal. |           |                                                                                        |              |                                  |                                            |
| 26 | 13b       | "Estação de Gelo Dinossauro" "Ice Station Dino"                                        | Pedro Eboli  | Mike Girard                      | 27 de julho de 2018 3 de novembro de 2018  |
| Dino declara guerra de neve com Peetre e as galinhas após procastinar em um serviço geral. |           |                                                                                        |              |                                  |                                            |

#### 2ª Temporada (2019)
| # (série) | # (temp.) | Título                                                      | Dirigido por | Escrito por                  | Exibição original                       |
| --- | --------- | ----------------------------------------------------------- | ------------ | ---------------------------- | --------------------------------------- |
| 27 | 1a        | "Aventuras em Hollywood" "Cupcake & Dino Go Hollywood"      | Pedro Eboli  | Kyle Dooley                  | 3 de maio de 2019 4 de janeiro de 2019  |
| Para tentarem serem estrelas, Cupcake e Dino vão a Hollywood procurar o papel de figurante em um filme.                                              |           |                                                             |              |                              |                                         |
| 28 | 1b        | "O Dueto na Barbearia" "Barbershop Duet"                    | Pedro Eboli  | Brendan Halloran             | 3 de maio de 2019 4 de janeiro de 2019  |
| Dino arruma emprego como barbeiro, mas causa um desastre físico na cidadona.                                                                         |           |                                                             |              |                              |                                         |
| 29 | 2a        | "Península das Caveiras" "Skull Peninsula"                  | Pedro Eboli  | Kyle Dooley                  | 3 de maio de 2019 11 de janeiro de 2019 |
| Os garotos encontram uma aventura inédita em uma ilha onde são catadores de lixo.                                                                    |           |                                                             |              |                              |                                         |
| 30 | 2b        | "O Aspirador de Tralha" "We Are The Pile"                   | Pedro Eboli  | Kathleen Phillips            | 3 de maio de 2019 11 de janeiro de 2019 |
| Cupcake coleciona lixo em casa e causa um problema com uma pilha de talhas que ganha consciência.                                                    |           |                                                             |              |                              |                                         |
| 31 | 3a        | "Avalie Bem" "Snail Score"                                  | Pedro Eboli  | Jon Davis                    | 3 de maio de 2019 2019                  |
| Os meninos apostam com Petree para ver se conseguem mais notas do que ele em um aplicativo avaliativo.                                               |           |                                                             |              |                              |                                         |
| 32 | 3b        | "Assuste-Me Se For Capaz" "Be Your Best Boo"                | Pedro Eboli  | Josh Sager e Jerome Simpson  | 3 de maio de 2019 2019                  |
| No Halloween, Dino aprende a assustar todos na Cidadona.                                                                                             |           |                                                             |              |                              |                                         |
| 33 | 4a        | "No Jardim de Infância" "Kindergarten Cup"                  | Pedro Eboli  | Jeff Sager                   | 3 de maio de 2019 2019                  |
| Cupcake e Dino arrumam emprego de professores substitutos e competem com Petree para ver se são professores melhores do que ele.                     |           |                                                             |              |                              |                                         |
| 34 | 4b        | "Serviços de Família" "Uncle Chance: General Servicer"      | Pedro Eboli  | Kyle Dooley                  | 3 de maio de 2019 2019                  |
| Após uma dedetização de lesmas no Mercado De Boa, Tio Charli faz serviços gerais com Cupcake e Dino.                                                 |           |                                                             |              |                              |                                         |
| 35 | 5a        | "O Insuperável Dino" "Ultimate Dino"                        | Pedro Eboli  | Mark Little                  | 3 de maio de 2019 2019                  |
| Para substituir Petree, Dino joga no time das abelhas no lança-disco.                                                                                |           |                                                             |              |                              |                                         |
| 36 | 5b        | "Festa do Pijama" "Slumber Sisters"                         | Pedro Eboli  | Mark Girard                  | 3 de maio de 2019 2019                  |
| Depois de arrumarem uma festa do pijama como serviço geral e serem expulsos, Cupcake e Dino entram de penetra disfarçados em uma festa do pijama.    |           |                                                             |              |                              |                                         |
| 37 | 6a        | "Concurso para Bebês" "Little Mister Big City Pageant"      | Pedro Eboli  | Kyle Dooley                  | 3 de maio de 2019 2019                  |
| Cupcake finge ser um bebê para ganhar um miss. |           |                                                             |              |                              |                                         |
| 38 | 6b        | "Siga o Líder" "Follow the Leader"                          | Pedro Eboli  | Craig Martin                 | 3 de maio de 2019 2019                  |
| Dino vira o líder de uma tribo de gnomos por engano.                                                                                                 |           |                                                             |              |                              |                                         |
| 39 | 7a        | "Ídolos" "Gavin Moonboom & Princie Baba"                    | Pedro Eboli  | Jeff Sager                   | 3 de maio de 2019 2019                  |
| Cupcake e Dino descobrem que seus ídolos se separaram.                                                                                               |           |                                                             |              |                              |                                         |
| 40 | 7b        | "Cupcake e Dino em Fuga" "Cupcake & Dino Are on the Lam"    | Pedro Eboli  | Kyle Dooley                  | 3 de maio de 2019 2019                  |
| Os meninos aprontam uma fuga depois de estragaram a antiga foto de Tio Charli.                                                                       |           |                                                             |              |                              |                                         |
| 41 | 8a        | "Descansa, Dino" "Rest Now, Dino"                           | Pedro Eboli  | Aaron Eyes                   | 3 de maio de 2019 2019                  |
| Dino ajuda todos no dia de folga, mas quando a rotina de serviços gerais retorna, Ele não tem mais energia para trabalhar.                           |           |                                                             |              |                              |                                         |
| 42 | 8b        | "Cupcake, Dino...e o Gato" "Cupcake & Dino Are Catsitters!" | Pedro Eboli  | Kyle Dooley                  | 3 de maio de 2019 2019                  |
| Os meninos cuidam do gato de estimação da Guarda-Abelha, Mas Dino se apega ao animal e fica com pulgas.                                              |           |                                                             |              |                              |                                         |
| 43 | 9a        | "Um Salto Para a Fama" "Cupcake & Dino Top the Charts"      | Pedro Eboli  | Aron Dunn                    | 3 de maio de 2019 2019                  |
| Cupcake e Dino se tornam famosos pela sua música icônica, deixando de lado seu amigos.                                                               |           |                                                             |              |                              |                                         |
| 44 | 9b        | "Trocados na Maternidade" "Switched at Birth"               | Pedro Eboli  | Doug Hadders e Adam Rotstein | 3 de maio de 2019 2019                  |
| Dino tenta se tornar mais maduro ao descobrir que é o irmão mais velho.                                                                              |           |                                                             |              |                              |                                         |
| 45 | 10a       | "O Documentário da Cidade" "Big City: The Documentary"      | Pedro Eboli  | Jeff Sager                   | 3 de maio de 2019 2019                  |
| Os Meninos tentam ganhar um prêmio de um festival de cinema para Vicky com um documentário sobre a Cidadona.                                         |           |                                                             |              |                              |                                         |
| 46 | 10b       | "Amigos Pelo Aplicativo" "Best Friend Matchmakers"          | Pedro Eboli  | Joel Buxton                  | 3 de maio de 2019 2019                  |
| Cupcake cria um aplicativo de amizade. |           |                                                             |              |                              |                                         |
| 47 | 11a       | "Luta, Luta, Luta Livre!" "Wrestling Wrestling Wrestling!"  | Pedro Eboli  | Kendra Hibbert               | 3 de maio de 2019 2019                  |
| Cupcake e Dino viram lutadores de luta livre. |           |                                                             |              |                              |                                         |
| 48 | 11b       | "Não Fique Imóvel" "Keepin' It Real"                        | Pedro Eboli  | Stephanie Kaliner            | 3 de maio de 2019 2019                  |
| Cupcake e Dino começam a vender imóveis na Cidadona.                                                                                                 |           |                                                             |              |                              |                                         |
| 49 | 12a       | "Regras da Piscina" "Old School Pool Rules"                 | Pedro Eboli  | Kyle Dooley                  | 3 de maio de 2019 2019                  |
| Os garotos enfrentam uma gangue malfeitora que fica causando caos na área da piscina.                                                                |           |                                                             |              |                              |                                         |
| 50 | 12b       | "Turno da Noite" "The Night Shift"                          | Pedro Eboli  | Nick Flanagan                | 3 de maio de 2019 2019                  |
| Cupcake e Dino descobrem versões deles mesmos onde trabalham no Mercado De Boa no turno da noite, Mas logo eles querem roubar a vida dos meninos.    |           |                                                             |              |                              |                                         |
| 51 | 13a       | "Dino Vidente" "Fortune Teller Dino"                        | Pedro Eboli  | Kyle Dooley                  | 3 de maio de 2019 2019                  |
| Dino acha que é um vidente por causa de um brinquedo que aparentemente prevê o futuro.                                                               |           |                                                             |              |                              |                                         |
| 52 | 13b       | "A Casa da Amizade" "Pal House"                             | Pedro Eboli  | Mark Satterwaite             | 3 de maio de 2019 2019                  |
| Cupcake, Dino, Vovó Filé, Tio Charli, Hugo e Vicky vão a um reality show onde são presos em uma casa por 1 mês e são colocados uns contra os outros. |           |                                                             |              |                              |                                         |